# BosWash

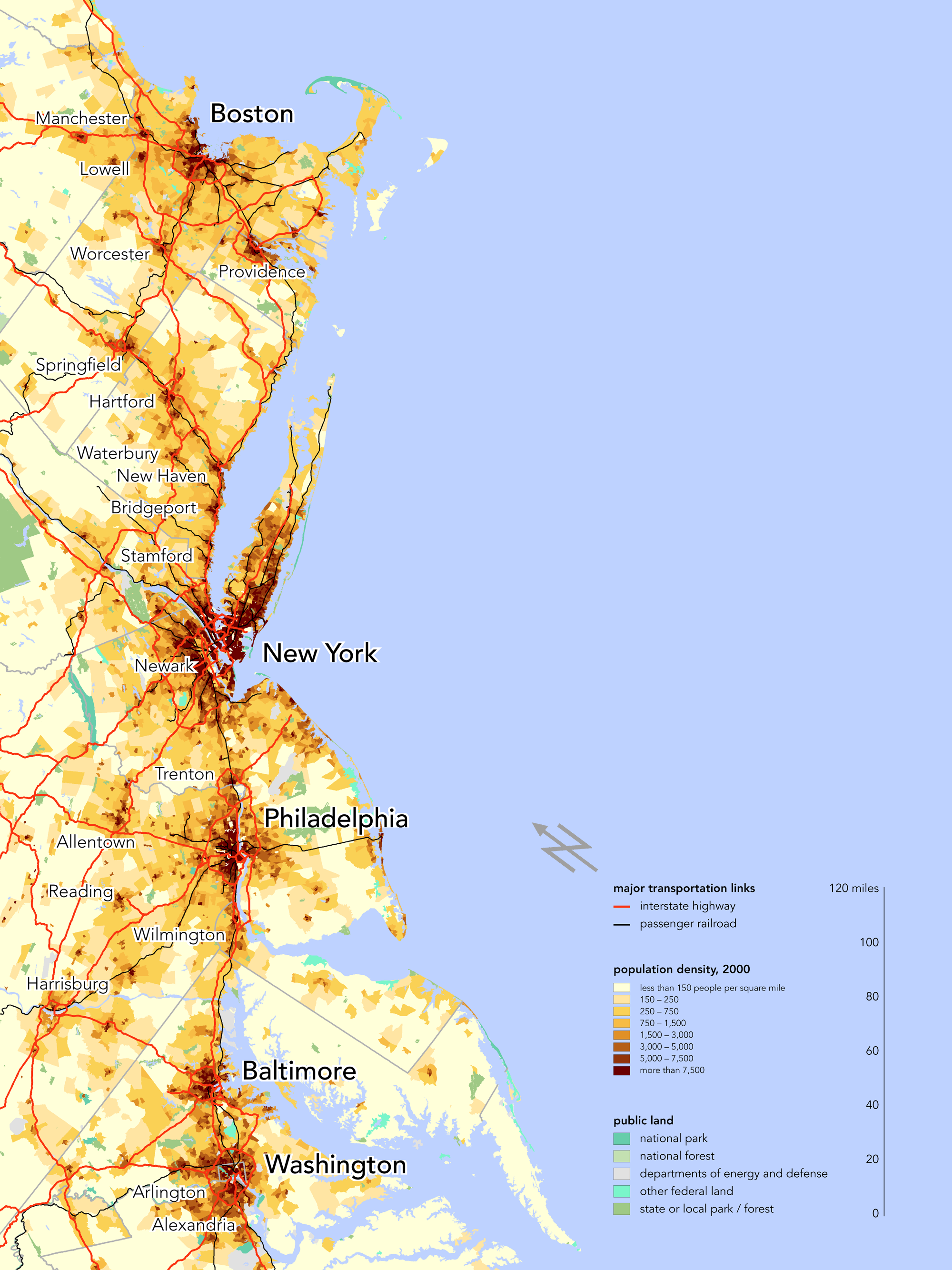
Bevolkingsdichtheidskaart van de BosWash megalopolis. De grootsteden liggen op een rechte lijn langs de Atlantische kust.

De BosWash of Northeast megalopolis (ook bekend als Northeast Corridor, Acela Corridor, Boston-Washington Corridor, Boswash of BosNYWash) is een megalopolis langs de noordoostkust van de Verenigde Staten. Het is de grootste economische megalopolis ter wereld, en de tweede dichtstbevolkte megalopolis in de Verenigde Staten. De megalopolis loopt van Boston tot aan Washington D.C., waartoe ook New York, Philadelphia en Baltimore behoren. 
Het idee achter BosWash werd voor het eerst verwoord door de Franse geograaf Jean Gottmann in diens boek uit 1961, Megalopolis: The Urbanized Northeastern Seaboard of the United States. De term 'BosWash' komt daar echter niet in voor. Ze werd voor het eerst gehanteerd door de futurist Herman Kahn in een essay uit 1967. De term wordt echter nog maar zelden gebruikt, couranter is Northeast megalopolis.
Er wonen ongeveer tussen 50 en 56 miljoen (17% van de Amerikaanse bevolking) in de megalopolis, op minder dan 2 procent van de totale oppervlakte van de Verenigde Staten. De bevolkingsdichtheid zou bijna 390 inwoners/km² bedragen.